# Individual Challenge Cup 2012
Individual Challenge Cup 2012 (ICC 2012) byl V. ročník mezinárodní soutěže jednotlivců ve field trialu retrieverů, který se konal 10. a 11. listopadu 2012 v Itálii poblíž města Montodine. Pořadatelem soutěže byl Ente Nazionale della Cinofilia Italiana (ENCI).
Každá členská země mohla vyslat 2 psy. Soutěže se zúčastnilo 24 psů ze 13 zemí. Vítězem se stala Petra Loidl z Rakouska se fenou Lesser Burdock Ansdell před Pasi Pöppönenem z Finska se psem Namusillan Tuulihaukka.

## Rozhodčí
ENCI nominovala čtyři rozhodčí a hlavního stewarda.
| Rozhodčí                                                                       | Hlavní stevard                 |
| ------------------------------------------------------------------------------ | ------------------------------ |
| \| - Stefania Gadolfi - Moira Frank Lanza \| - Declan Boyle - Damian Newman \| | - Laura Lazzaretto             |
| - Stefania Gadolfi - Moira Frank Lanza                                         | - Declan Boyle - Damian Newman |

## Výsledky

### Finále
Níže tabulka obsahuje pouze účastníci, kteří byli klasifikováni.
| Poz. | Vůdce              | Pes                      | Plemeno | Hodnocení     | Tituly     |
| ---- | ------------------ | ------------------------ | ------- | ------------- | ---------- |
| 1    | Petra Loidl        | Lesser Burdock Ansdell   | LR      | Výborný 1     | CACIT      |
| 2    | Pasi Pöppönen      | Namusillan Tuulihaukka   | LR      | Výborný 2     | res. CACIT |
| 3    | Béatrice Loetscher | Funnyline Fieldquest J.B | GR      | Výborný 3     |            |
| 4    | Dirk Volders‡      | Enjoy des Quatre Cyprès  | LR      | Velmi dobrý 4 |            |
| 5    | Kurt Becksteiner   | Denbank Kirky            | LR      | Dobrý 5       |            |
| 6    | Julia Vershinina   | Polarfischer Dumbledore  | LR      | Dobrý 6       |            |

‡ Obhájce